# Rubberband
| Recensione | Giudizio |
| ---------- | -------- |
| AllMusic   |          |

Rubberband è un album di Miles Davis, registrato nel 1985 e considerato perduto per più di trent'anni, quando venne completato, e pubblicato dalla Rhino Records il 6 settembre 2019.

## Registrazione eRubberband EP
Dopo aver abbandonato la Columbia Records, Davis approdò alla Warner Bros.
Nel 2018, un EP contenente varie versioni della title track venne pubblicato come Rubberband EP:
1. "Rubberband of Life" (Radio Edit) – 4:22
2. "Rubberband of Life" – 5:44
3. "Rubberband of Life" (Instrumental) – 5:44
4. "Rubberband" – 6:12
5. "Rubberband of Life" (Amerigo Gazaway Remix) – 4:41

Versions of "Rubberband of Life" feature vocalist Ledisi.

## Tracce
1. Rubberband of Life – 5:44
2. This Is It
3. Paradise
4. So Emotional
5. Give It Up
6. Maze
7. Carnival Time
8. I Love What We Make Together
9. See I See
10. Echoes in Time/The Wrinkle
11. Rubberband – 6:12

## Formazione
- Miles Davis – tromba, conduttore

Musicisti di supporto
- Randy Hall – produttore in I Love What We Make Together
- Lalah Hathaway – voce in So Emotional
- Ledisi – voce in Rubberband of Life
- Mike Stern – chitarra elettrica in Rubberband